# Jason Katims
Jason Katims é um produtor e criador de programas para televisão. Foi o responsável pelo lançamento da série Roswell, também conhecida como Roswell High.